# Björnekulla landskommun
Björnekulla landskommun var en tidigare kommun i dåvarande Kristianstads län.

## Administrativ historik
Kommunen bildades i Björnekulla socken i Södra Åsbo härad i Skåne när 1862 års kommunalförordningar trädde i kraft. 
15 juli 1887 inrättades Åstorps municipalsamhälle i denna kommun.
1946 ombildades kommunen till Åstorps köping som 1971 ombildades till Åstorps kommun.

## Politik

### Mandatfördelning i Björnekulla landskommun 1938-1942
| 16 | 7 | 2 |

| 22 |

| 16 | 6 | 3 |

| 23 |